# 達納 (印第安納州)
達納（英語：Dana）是一個位於美國印第安納州弗米利恩縣的城鎮。

## 人口
根據2010年美國人口普查的數據，達納的面積為0.76平方千米，當中陸地面積為0.76平方千米，而水域面積為0.00平方千米。當地共有人口608人，而人口密度為每平方千米800人。